# Військо вірних запорожців
Військо вірних запорожців — козацьке військо у підданстві російського царя, створене за активної участі Григорія Потьомкіна після ліквідації Запорозького козацького війська у 1775 році.

## Історія
Після переходу значної кількості запорожців у підданство Туреччини на Дунайське гирло у підданстві Російської імперії залишилися 12 тисяч колишніх запорожців. Багато хто з них не витримали жорстку дисципліну регулярних російських військових частин. Григорій Потьомкін, бувши «головним командиром» й генерал-губернатором Новоросійського краю бачив потребу скористатися їх військовою потугою. У 1787 році козацькі старшини подали прохання на ім'я імператриці, де висловили бажання служити цариці як робили те раніше. Олександр Суворов, який за наказом імператриці Катерини II організовував військові підрозділи на півдні Росії, зайнявся формуванням нового козацького «Війська вірних запорожців» з колишніх українських козаків і їх нащадків. 27 лютого 1788 року в урочистій обстановці Олександр Суворов вручив старшині Сидору Білому, Антону Головатому і Захарію Чепізі коругви та інші клейноди, які були конфісковані у Запорозького козацького війська у 1775 році.
1790 року Військо Вірних Запорожців перейменували у 1790 році на Чорноморське козацьке військо. Військо активно задіяли у Російсько-турецькій війні 1787—1792. Після закінчення війни, на знак подяки від Катерини II-й, їм була виділена територія лівобережної Кубані, яку вони заселили в 1792-93 року. Військо воювало у Кавказькій війні та у інших війнах Московії.
У 1860 року Чорноморське військо об'єднали Хоперським й Кубанським полками — лівобережними полками Кавказького лінійного війська у формоване Кубанське козацьке військо, що збереглося по теперішнього часу.